# Hoggicosa
Hoggicosa es un género de arañas araneomorfas de la familia Lycosidae. Se encuentra en Australia.

## Lista de especies
Según The World Spider Catalog 12.0:
- Hoggicosa alfi Langlands & Framenau, 2010
- Hoggicosa bicolor (Hogg, 1905)
- Hoggicosa brennani Langlands & Framenau, 2010
- Hoggicosa castanea (Hogg, 1905)
- Hoggicosa duracki (McKay, 1975)
- Hoggicosa forresti (McKay, 1973)
- Hoggicosa natashae Langlands & Framenau, 2010
- Hoggicosa snelli (McKay, 1975)
- Hoggicosa storri (McKay, 1973)
- Hoggicosa wolodymyri Langlands & Framenau, 2010